# 法巴奧
法巴奥，全名何塞·法比奥·阿尔维斯·阿塞维多（José Fábio Alves Azevedo，1976年6月15日—）是一名巴西足球运动员，司职中后卫，现在效力于中超球队河南建业。
法比奥在巴西球队巴希亚开始职业足球生涯，1997年转投弗拉门戈。2000年登陆西甲联赛，加盟皇家贝蒂斯，之后由转会到西乙联赛球队科尔多巴。2002年回国加盟戈伊亚斯，2003赛季转投圣保罗。在圣保罗，他以主力中后卫的身份帮助球队先后获得2005年南美解放者杯冠军、2005年世界俱乐部杯冠军、2006赛季巴甲联赛冠军等荣誉，他本人也入选2006赛季巴甲联赛最佳十一人名单。2007年，法比奥来到J联赛鹿岛鹿角效力，之后又回国先后在桑托斯、瓜拉尼踢球。
2011年3月，河南建业宣布正式签入法比奥。